# پیتر تاوبر
پیتر تاوبر (انگلیسی: Peter Tauber؛ زادهٔ ۲۲ اوت ۱۹۷۴) یک سیاست‌مدار اهل آلمان است.